# ТЕС Litér
47°6′27″ пн. ш. 18°0′51″ сх. д. / 47.10750° пн. ш. 18.01417° сх. д.
ТЕС Litér — теплова електростанція в Угорщині у медьє Веспрем (захід країни).
Наприкінці 20 століття в Угорщині для покриття пікових навантажень у енергосистемі спорудили кілька газотурбінних електростанцій, які могли невдовзі після запуску видавати струм до мережі. Однією з них стала ТЕС у Litér, де в 1998-му стала до ладу одна встановлена на роботу у відкритому циклі газова турбіна виробництва European Gas Turbines (за ліцензією General Electric) потужністю 123 МВт.
Як паливо турбіна використовує нафтопродукти.